# Nesse (Werra)
Die Nesse, auch Nessebach genannt, ist ein etwa 5,9 km langer, orografisch linksseitiger bzw. nordwestlicher Zufluss der Werra im Werra-Meißner-Kreis im Nordosten von Nordhessen, Deutschland.

## Verlauf
Die Nesse entspringt im zentralen Süden des Südlichen Ringgaus westlich des Dorfs Holzhausen, einem nordwestlichen Ortsteil von Herleshausen. Ihre Quelle liegt südlich des Fernbergs (438,2 m ü. NN), etwa 800 m westsüdwestlich des Gut Hohenhaus auf etwa 325 m Höhe.
Anfangs fließt die Nesse, die Wanderwege Wartburgpfad und Werra-Burgen-Steig unterquerend, ostnordostwärts vorbei am Gut Hohenhaus in Richtung Holzhausen, die beide unterhalb des Dachsbergs (440,4 m) liegen. Beim Dorf, das die Nesse südlich tangiert, knickt sie nach Südosten ab und passiert die in einiger Entfernung links auf dem Schloßberg gelegene Burgruine Brandenfels (452,3 m). Dann verläuft sie entlang der Landesstraße 3423 und durchfließt dabei das Dorf Nesselröden, wo erst der Schindgraben und dann der Breitzbach einmündet. Hiernach fließt sie entlang der Bundesstraße 400, unterquert erst diese und danach die Bundesautobahn 4 unter der Talbrücke Wommen.
Anschließend durchfließt die Nesse entlang der L 3252 das Herleshausener Dorf Wommen, unterquert dort die L 3251, um kurz nach Unterqueren der Thüringer Bahn auf etwa 200 m ü. NN in den Weser-Quellfluss Werra zu münden.

## Einzugsgebiet und Zuflüsse
Zu den Zuflüssen der Nesse, dessen Einzugsgebiet 24,035 km² groß ist, gehören bachabwärts betrachtet mit orographischer Zuordnung (l = linksseitig, r = rechtsseitig), Gewässerlänge, Mündungsort mit Nessebachkilometer und Einzugsgebietsgröße:
- Schindgraben (l; 2,5 km), in Nesselröden, km 2,1 (4,943 km²)
- Breitzbach (r; 4,5 km), in Nesselröden, km 1,9 (8,069 km²)